# Babenhausener Altar

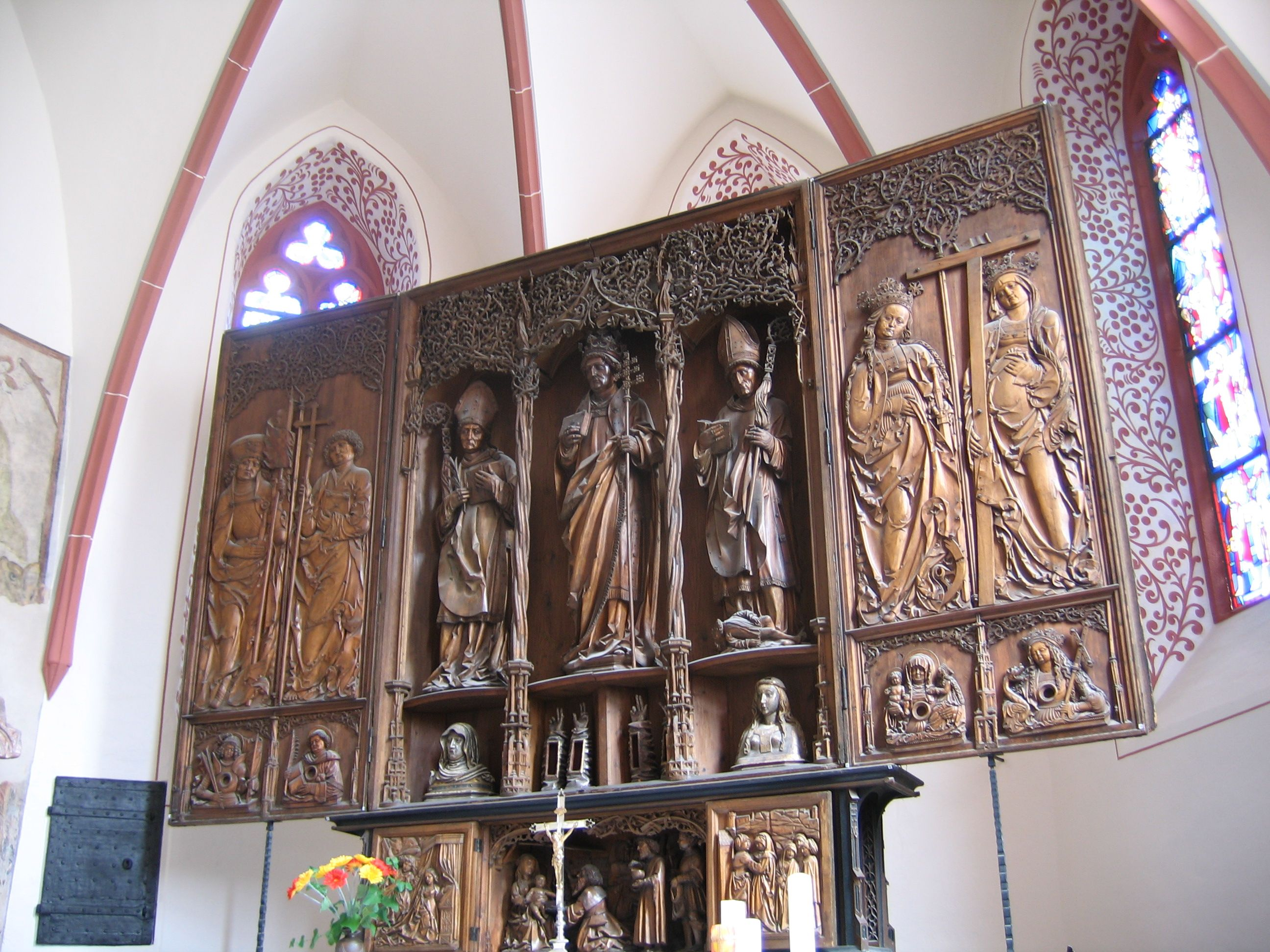
Hochaltar

Der Babenhausener Altar ist ein spätmittelalterlicher geschnitzter Flügelaltar in der heute evangelischen Stadtkirche St. Nikolaus  von Babenhausen (Hessen). Er gehört zu den bedeutenden mittelrheinischen Kunstwerken seiner Zeit und ist das seltene Beispiel eines erhaltenen Reliquienaltars.

## Geschichte
Der Überlieferung nach ist der Altar eine Stiftung der Markgräfin Sibylle von Baden-Sponheim (1485–1518), der Frau des Grafen Philipp III. von Hanau-Lichtenberg, der als Erbgraf in Babenhausen residierte. Beide sind in der Kirche beerdigt. Nachdem Sibylle bis 1513 ausschließlich Töchter zur Welt gebracht hatte, soll sie für den Fall der Geburt eines Sohnes gelobt haben, einen Altar zu stiften. Der Fall trat dann mit der Geburt des Erben, Philipp IV., 1514 ein. Auch stilistisch wird der Altar in das zweite Jahrzehnt des 16. Jahrhunderts eingeordnet. Urkundliche Belege für diesen Stiftungsanlass gibt es nicht. Jedoch deutet auch ein Teil des Bildprogramms darauf hin, dass dies tatsächliche der Anlass war: Die heilige Felicitas wird für die Geburt von Söhnen angerufen, die heilige Margaretha für eine komplikationsfreie Geburt.
Der Meister des Babenhausener Altars ist namentlich unbekannt. Matthias Grünewald, Hans Backoffen und Tilman Riemenschneider wurden in Erwägung gezogen. Der Altar enthält stilistische Anlehnungen an diese Künstler, stammt aber nicht aus deren Werkstätten.
Sibylle setzte mit dieser Stiftung zugleich sich selbst und ihrer Familie ein Denkmal. Bernhard II. von Baden, der wegen seines frommen Lebenswandels berühmt war und 1769 seliggesprochen wurde, war ein Bruder ihres Großvaters. Dies ist wohl auch der Grund, warum der Altar erhalten blieb, denn alle anderen Altäre aus der Stadtkirche von Babenhausen wurden während der Reformation entfernt. Dieser Altar aber wurde wohl von Graf Philipp IV., dem Sohn der Sibylla, unter dem die Reformation in Babenhausen durchgeführt wurde, aus Pietät gegenüber seiner Mutter zunächst in der Kirche belassen. Später wurde er dann doch abgebaut und im Turm der Kirche gelagert, wodurch er die nächsten 300 Jahre ohne Schaden überdauerte. Erst 1861 wurde er restauriert und dann zunächst links vor dem Chor, ab 1907 an der Südseite des rechten Seitenschiffs und ab 1940 wieder an seinem alten und jetzigen Platz aufgestellt.

## Beschreibung
Der Altar ist aus Lindenholz geschnitzt und besteht aus zwei Teilen, einer Predella und einem Retabel, insgesamt etwa 4 Meter hoch. Beide sind aus Holz geschnitzt, das zwar einen braunen, aber durchscheinenden Schutzanstrich erhielt, so dass die Maserung des Holzes weiter erkennbar blieb. Ansonsten wurde Farbe nur an ganz wenigen Stellen eingesetzt, etwa um Augen oder Mund der Figuren und Wappen hervorzuheben.
Das Retabel ist als Triptychon gestaltet und weist Darstellungen in zwei Zeilen auf. Die obere Zeile nimmt etwa 80 % der Höhe des Retabels ein, die untere ist also sehr viel kleiner. In der oberen Zeile nehmen den Mittelteil drei vollplastische Figuren ein, in der Mitte ein Papst, rechts und links je eine Figur im Ornat eines Bischofs. Diese Figuren des Mittelteils sind teilweise ausgehöhlt – zur Aufnahme von Reliquien. Die beiden Flügel zeigen in der oberen Zeile auf der Innenseite links zwei männliche und rechts zwei weibliche Figuren. Die untere Zeile nehmen im Mittelteil vier Armreliquiare ein, die von zwei Büsten weiblicher Heiliger flankiert werden. Die Flügel zeigen in dieser unteren Zeile je zwei männliche und zwei weibliche Heilige.
Die Predella nimmt die Breite des Mittelteils des Triptychons ein. Hier ist in der Mitte – vollplastisch – eine Anbetung der Könige dargestellt, die von zwei Flachreliefs flankiert wird: links eine Verkündigungsszene, rechts eine Anna selbdritt.
Die Deutung der dargestellten Personen ist teilweise umstritten, weil nur einige eindeutige Attribute führen. Nach der jüngsten Auswertung aller Fakten sind (von links nach rechts) dargestellt:
- obere Zeile:
  - Seliger Bernhard II. von Baden – identifiziert durch die Fahne mit seinem Wappen.
  - Apostel Philipus mit den Attributen des Stabkreuzes und seines jugendlichen Aussehens.
  - Heiliger Bonifazius. Die traditionelle Zuweisung als heiliger Nikolaus entfällt, da der Heilige einen Palmzweig trägt und daher ein Märtyrer sein muss.[6]
  - Papst Gregor der Große[7]
  - Heiliger Valentin – zu seinen Füßen ein an Epilepsie Erkrankter.[8]
  - Heilige Katharina von Alexandrien – durch ihre Attribute, zerbrochenes Rad und Schwert, ausgewiesen.
  - Heilige Helena – durch ihr Attribut, das Heilige Kreuz, ausgewiesen.

- untere Zeile:
  - Heiliger Sebastian – als Attribut: zwei Pfeile; runder Reliquienbehälter im Brustbereich.[9]
  - Protomärtyrer heiliger Stephanus – als Attribut liegen ihm einige Steine in der Armbeuge; runder Reliquienbehälter im Brustbereich.[10]
  - Heilige Felicitas – durch Inschrift identifiziert.[11] Die Büste stammt aus einer anderen Werkstatt und wurde hier eingesetzt.
  - Vier Armreliquiare unbekannter Heiliger.
  - Unbekannte Heilige – in der Literatur allgemein der heiligen Lucia zugewiesen. Dafür gibt es aber keine Anhaltspunkte oder Belege. Die Büste stammt aus einer anderen Werkstatt und wurde hier eingesetzt.[12]
  - Anna selbdritt (Anna, Maria, Jesus); runder Reliquienbehälter im Brustbereich.
  - Heilige Margareta von Antiochia mit dem Drachen als Attribut; runder Reliquienbehälter im Brustbereich.